# Balantsi
Balantsi (en macédonien Баланци, en albanais Ballanci) est un village du sud-ouest de la Macédoine du Nord, situé dans la municipalité de Tsentar Joupa. Le village comptait 432 habitants en 2002. Il est majoritairement albanais.

## Démographie
Lors du recensement de 2002, le village comptait :
- Albanais : 422
- Macédoniens : 9
- Autres : 1